# Jared Deacon
Jared Deacon (Jared Mark Deacon; * 15. Oktober 1975 in South Shields) ist ein ehemaliger britischer Sprinter und Hürdenläufer, der seine größten Erfolge in der 4-mal-400-Meter-Staffel hatte.
Bei den Olympischen Spielen 2000 in Sydney gehörte er zur britischen Stafette, die den fünften Platz belegte.
2000 gewann er Gold sowohl mit dem englischen Team bei den Commonwealth Games in Manchester wie auch mit der britischen Mannschaft bei den Leichtathletik-Europameisterschaften in München.
Jared Deacon startete für den South Shields Harriers Athletic Club.

## Persönliche Bestzeiten
- 400 m: 45,57 s, 16. Juni 2002, Manchester
- 400 m Hürden: 50,68 s, 12. Mai 2002, Gateshead